# 朱誠瀾
永興榮惠王朱誠瀾（1445年－1507年），是明朝永興王朱公鉐之嫡長子，生母王妃尹氏。正統十年七月庚辰生，天順元年十月封長子，弘治四年九月襲封永興王，正德二年閏正月己巳薨，諡號榮惠。享壽六十二歲，在位十七年。因二子俱夭亡無嗣，由其從子朱秉櫸承襲永興郡王。
明朝郡王只能传给子孙，由旁支袭封属于“冒封”。后来永兴郡王朱惟𤌍自首，获准终身保留爵位。朱惟𤌍死后，永兴国除。

## 家庭

### 子女

#### 子
1. 輔國將軍 朱秉柔
2. (早卒)

#### 女
1. 金谿縣主
2. 清源縣主